# Olesya Vladykina
Olesya Yuriyevna Vladykina (en ruso: Оле́ся Ю́рьевна Влады́кина; Moscú, 14 de febrero de 1988) es una nadadora paralímpica rusa.
Vladykina compitió en los Juegos Paralímpicos de Pekín 2008, en el que ganó una medalla de oro. Terminó cuarta en estilo individual de 200 metros (660 pies) y estableció un nuevo récord mundial en la braza de 100 metros en su camino hacia la medalla de oro.

## Carrera
Comenzó a aprender natación profesional en la Escuela de Deportes de la Reserva Olímpica para Jóvenes y practicó profesionalmente durante 10 años hasta su ingreso a la Universidad Estatal de Ingeniería Ferroviaria de Moscú, cuando se concentró en sus estudios, dejando la natación activa durante un año.
Perdió su brazo izquierdo cuando ella y algunos amigos estaban en Tailandia de vacaciones y su autobús volcó; también sufrió la pérdida de su mejor amiga en dicho accidente. Reanudó los entrenamientos apenas un mes después de ser dada de alta del hospital, y solo cinco meses después ganó la final paralímpica de Pekín.

## Medallero
| Juegos Paralímpicos                     | Juegos Paralímpicos | Juegos Paralímpicos        |
| --------------------------------------- | ------------------- | -------------------------- |
| 2008                                    | Medalla de oro      | 100 m estilo braza-SB8     |
| 2012                                    | Medalla de plata    | 200 m individual mixto-SM8 |
| 2012                                    | Medalla de oro      | 100 m estilo braza-SB8     |
| Campeonato Mundial de Natación Adaptada |                     |                            |
| 2009                                    | Medalla de plata    | 4x100 m mixto              |
| 2010                                    | Medalla de bronce   | 50 m estilo libre-S8       |
| 2010                                    | Medalla de bronce   | 4x100 m mixto              |
| 2010                                    | Medalla de plata    | 200 m mixto-SM8            |
| 2010                                    | Medalla de oro      | 100 m estilo braza-SB8     |
| IPC Swimming European Championships     |                     |                            |
| 2009                                    | Medalla de plata    | 4x100 m relevo combinado   |
| 2009                                    | Medalla de oro      | 100 m estilo braza-SB8     |
| 2009                                    | Medalla de oro      | 200 m mixto-SM8            |